# Chindōgu
Un Chindogu (珍道具 Chindōgū?) es un invento que, aparentemente, es la solución ideal a un problema particular pero que en la práctica resulta todo lo contrario. Los inconvenientes adicionales suelen hacer que dicho ingenio sea inapropiado o absurdo. A nivel internacional la International Chindogu Society (ICS) se encarga de establecer las condiciones y requerimientos necesarios para que un invento sea considerado un chindogu.
El término proviene del japonés y se traduciría como “herramienta extraña o deformada”. El creador de este concepto fue el inventor japonés Kenji Kawakami. Desde un punto de vista educativo, los chindogus son excelentes para trazar objetivos creativos en estudiantes de las más diversas disciplinas, puesto que no se trata de crear sino de crear con un cometido que lleva al límite imaginario a los estudiantes.
Su prestigio y atención a nivel internacional es tal que prestigiosas instituciones como la Universidad de Pittsburg proporcionan recursos a la ICS y organizan sus propios concursos de chindogus.

## Requisitos
Una invención inútil no tiene que ser necesariamente catalogada como chindogu, ya que para que reciba tal denominación deben cumplirse ciertos requisitos. Aunque la siguiente lista no es oficial, recoge la esencia de lo que realmente es un chindogu.
- No puede usarse realmente.
- Debe haberse construido, es decir, existir.
- Será pensado como una herramienta para uso diario.
- No puede estar o ponerse a la venta.
- No pueden haberse creado sólo como una broma.
- No puede ser o contener propaganda.
- Nunca debe ser o encarnar algo tabú.
- No puede patentarse ni registrarse bajo ninguna licencia
- No puede promover prejuicios.